# Schansspringen op de Olympische Winterspelen 2010
Schansspringen is een van de sporten die beoefend werden tijdens de Olympische Winterspelen 2010 in Vancouver. De wedstrijden vonden plaats in het wintersportgebied Whistler Olympic Park.
De schansspringtoernooien van Vancouver omvatten hetzelfde programma als het schansspringen in Turijn.
Regerend olympisch kampioenen waren de Noor Lars Bystøl (kleine schans), de Oostenrijker Thomas Morgenstern (grote schans) en het Oostenrijkse team.
Er werd alleen voor mannen een olympische wedstrijd georganiseerd. Er werden echter steeds meer internationale wedstrijden voor vrouwen gehouden. De FIS heeft in 2006 tevergeefs bij het Internationaal Olympisch Comité voorgesteld om in 2010 in Vancouver een wedstrijd voor vrouwen te houden. Het Executive Board van het IOC heeft later dat jaar het verzoek afgewezen op grond van een te beperkte hoeveelheid atleten en deelnemende landen. In april 2009 daagde een afvaardiging van vrouwelijke skispringers, waaronder een aantal toppers, het organisatiecomité VANOC voor een Canadese rechter. Zij wilden met een beroep op de antidiscriminatiewetgeving een vrouwenwedstrijd afdwingen. De rechter stelde de sporters in het ongelijk. Het Canadese Hooggerechtshof weigerde later dat jaar de beroepszaak te behandelen.

## Programma
Mannen
| Datum       | Lokale tijd | MET   | Onderdeel                        |
| ----------- | ----------- | ----- | -------------------------------- |
| 12 februari | 10:00       | 19:00 | normale schans ind. kwalificatie |
| 13 februari | 9:45        | 18:45 | normale schans ind. finale       |
| 19 februari | 10:00       | 19:00 | grote schans ind. kwalificatie   |
| 20 februari | 9:45        | 18:45 | grote schans ind. finale         |
| 22 februari | 10:00       | 19:00 | team grote schans                |

Opvallend is dat de kwalificatie voor de normale schans plaats heeft voordat de Spelen officieel worden geopend.

## Medailles
| Onderdeel      | Goud                                                                    | Goud | Zilver                                                       | Zilver | Brons                                                       | Brons |
| -------------- | ----------------------------------------------------------------------- | ---- | ------------------------------------------------------------ | ------ | ----------------------------------------------------------- | ----- |
| Normale schans | Simon Ammann                                                            | SUI  | Adam Małysz                                                  | POL    | Gregor Schlierenzauer                                       | AUT   |
| Grote schans   | Simon Ammann                                                            | SUI  | Adam Małysz                                                  | POL    | Gregor Schlierenzauer                                       | AUT   |
| Team           | Wolfgang Loitzl Andreas Kofler Thomas Morgenstern Gregor Schlierenzauer | AUT  | Michael Neumayer Andreas Wank Martin Schmitt Michael Uhrmann | GER    | Anders Bardal Tom Hilde Johan Remen Evensen Anders Jacobsen | NOR   |

## Medailleklassement
| Plaats | Land        | NOC    | Goud | Zilver | Brons | Totaal |
| ------ | ----------- | ------ | ---- | ------ | ----- | ------ |
| 1      | Zwitserland | SUI    | 2    | 0      | 0     | 2      |
| 2      | Oostenrijk  | AUT    | 1    | 0      | 2     | 3      |
| 3      | Polen       | POL    | 0    | 2      | 0     | 2      |
| 4      | Duitsland   | GER    | 0    | 1      | 0     | 1      |
| 5      | Noorwegen   | NOR    | 0    | 0      | 1     | 1      |
| Totaal | Totaal      | Totaal | 3    | 3      | 3     | 9      |

Chamonix 1924 · 
St. Moritz 1928 · 
Lake Placid 1932 · 
Garmisch-Partenkirchen 1936 · 
St. Moritz 1948 · 
Oslo 1952 · 
Cortina d'Ampezzo 1956 · 
Squaw Valley 1960 · 
Innsbruck 1964 · 
Grenoble 1968 · 
Sapporo 1972 · 
Innsbruck 1976 · 
Lake Placid 1980 · 
Sarajevo 1984 · 
Calgary 1988 · 
Albertville 1992 · 
Lillehammer 1994 · 
Nagano 1998 · 
Salt Lake City 2002 · 
Turijn 2006 · 
Vancouver 2010 · 
Sotsji 2014 · 
Pyeongchang 2018 · 
Peking 2022 
Lijst van olympische medaillewinnaars
Alpineskiën · Biatlon · Bobsleeën · Curling · Freestyleskiën · Kunstrijden · Langlaufen · Noordse combinatie · Rodelen · Schaatsen · Schansspringen · Shorttrack · Skeleton · Snowboarden · IJshockey